# HD 24744
HD 24744，又名CD-40 1128，SAO 216546、HR 1219，是一颗恒星，视星等为5.71，位于銀經244.38，銀緯-50.23，其B1900.0坐标为赤經3h 50m 52.9s，赤緯-40° -50.23′ 4″。